# 棟多 (安哥拉)
棟多是西非國家安哥拉的城鎮，由北倫達省負責管轄，位於該國東北部，距離與剛果民主共和國接壤邊境約24公里，每年平均降雨量1,501毫米，城內有機場設施，人口約50,000。

## 外部連結
- Encyclopaedia Britannica
- Companhia de Diamantes de Angola (Diamang) （页面存档备份，存于）